# Статус постоянного жителя Канады
Карта постоянного резидента (англ. Permanent Resident Card) была введена 28 июня 2002 года для осуществления иммиграции в Канаду и защиты беженцев. Первоначально она называлась «карта кленового листа».
Это основной метод, посредством которого канадские постоянные жители (ранее известные как зарегистрированные иммигранты) могут доказать свой статус и является единственным документом, который позволяет постоянным жителям возвращаться беспрепятственно в Канаду. Однако, граждане из тех стран, в которых не требуется получение визы, могут въехать в Канаду, используя только свой паспорт.

## Процесс получения

### Новые постоянные жители
Постоянные жители, прибывающие в Канаду после 28 июня 2002, подают заявление для карты постоянного резидента в качестве части процесса регистрации.
Необходимо предоставить канадским иммиграционным властям адрес проживания во время процедуры регистрации иммигранта в аэропорту. Если канадский адрес не может быть дан сразу, необходимо предоставить его в Министерство гражданства и иммиграции Канады в течение 180 дней. В противном случае новое приложение для карты необходимо будет покупать, по цене от $ 50 на заявителя. Процесс рассмотрения заявок на постоянное жительство занимает в среднем 67 дней.
Не существует никакой платы за PR-карту, обращение за которой происходит непосредственно в аэропорту.